# Bruce Baumgartner
Bruce Baumgartner (Nueva Jersey, Estados Unidos, 2 de noviembre de 1960) es un deportista estadounidense retirado especialista en lucha libre olímpica donde llegó a ser dos veces campeón olímpico en Los Ángeles 1984 y Barcelona 1992.

## Carrera deportiva
En los Juegos Olímpicos de 1984 celebrados en Los Ángeles ganó la medalla de oro en lucha libre olímpica de pesos de más de 100 kg, por delante del luchador canadiense Robert Molle (plata) y del turco Ayhan Taşkin (bronce). Cuatro años después, en las Olimpiadas de Seúl 1988, ganó la plata en la modalidad de hasta 130 kg. 
En Barcelona 1992 ganó el oro en 130 kg por delante del canadiense Jeffrey Thue y de Davit Gobedzhishvili del Equipo Unificado, y en las de Atlanta 1996 ganó el bronce, de nuevo en la categoría más pesada.